# M4 (Azerbeidzjan)
De M4 is een hoofdweg in Azerbeidzjan die een oost-westverbinding vormt tussen de hoofdstad Bakoe en Yevlax. De weg loopt enige tijd parallel aan de M2 en is 280 km lang.
M1 ·
M2 ·
M3 ·
M4 ·
M5 ·
M6 ·
M7 ·
M8